# Hallie Quinn Brown
Hallie Quinn Brown (Pittsburgh, 15 marzo 1845/1850 – Wilberforce, 16 settembre 1949) è stata una docente, scrittrice e attivista statunitense afroamericana. Si trasferì giovanissima con i genitori, che erano schiavi liberati, in una fattoria vicino a Chatham, nell'Ontario, in Canada, nel 1864 e poi in Ohio nel 1870. Nel 1868 iniziò un corso di studi all'Università Wilberforce, in Ohio, dove si laureò nel 1873 con il titolo di Bachelor of Science.

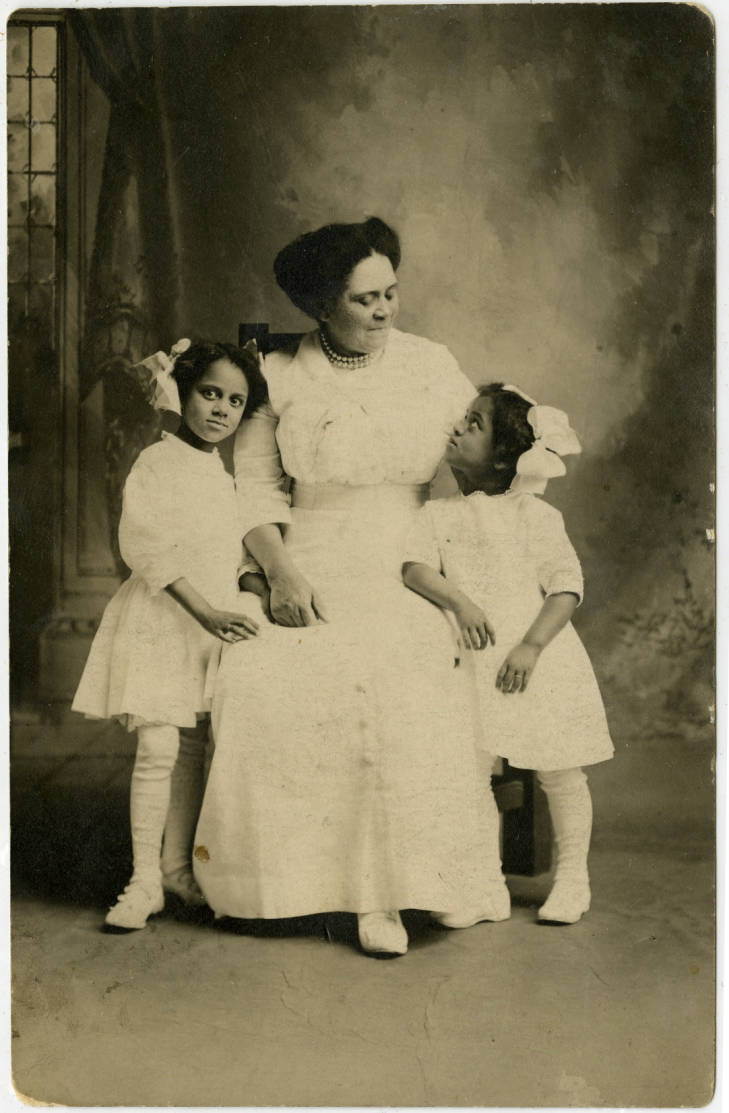
Hallie Q. Brown e le nipoti Frances e Lois Brown nel 1913

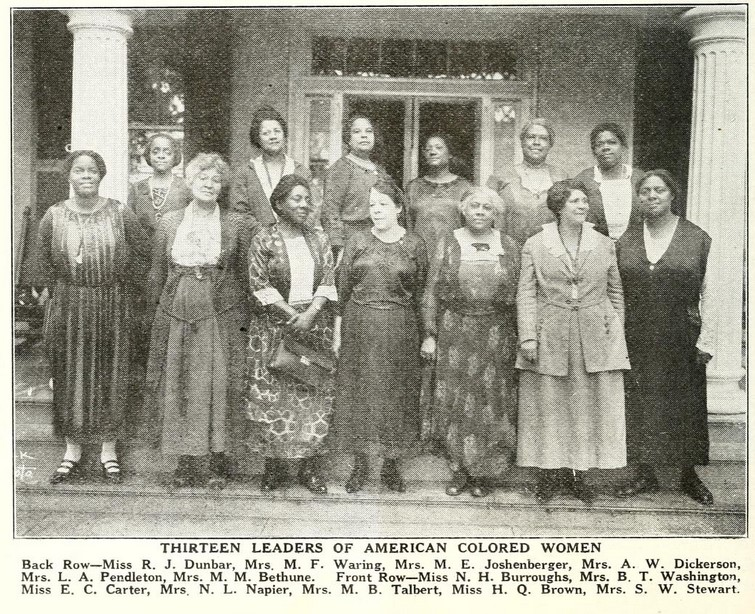
Tredici donne di colore americane leader da The Crisis, 1922 c.ca

Iniziò la sua carriera insegnando in una scuola di campagna nella Carolina del Sud e, allo stesso tempo, in una classe di anziani. In seguito andò in Mississippi, dove fu nuovamente responsabile di una scuola. Ha lavorato come insegnante a Yazoo City, Mississippi, prima di ottenere una posizione di insegnante a Dayton, Ohio. Dimessasi per motivi di salute, viaggiò poi per conto della Wilberforce University in un tour di conferenze itineranti e fu particolarmente apprezzata alla Hampton Normal School (oggi Hampton University) in Virginia. Sebbene fosse stata eletta come istruttrice di elocuzione e letteratura presso la Wilberforce University, declinò l'offerta per accettare una posizione presso il Tuskegee Institute. Nel 1886 si laureò a Chautauqua, conseguendo poi il titolo di Master of Science dalla sua alma mater, la Wilberforce University, prima donna a riuscirci.
Il Centro Comunitario Hallie Q. Brown di Saint Paul, Minnesota, creato nel 1929, è nato per servire la comunità. Il nome è stato dato per commemorare la vita di Hallie Quinn Brown. La biblioteca della Central State University di Wilberforce, Ohio, si chiama Hallie Q. Brown Memorial Library in suo onore.

## Biografia
Hallie Q. Brown nacque in Pennsylvania, una di sette figli. I suoi genitori, Frances Jane Scroggins e Thomas Arthur Brown, erano schiavi liberti. Suo fratello, Jeremiah, divenne un politico in Ohio. In giovane età i suoi genitori e i suoi fratelli emigrarono in Ontario, Canada. Frequentò la Wilberforce University e conseguì il Bachelor of Science nel 1890. Nella sua classe c'erano in totale sei persone e lei si laureò come salutatorian. Una delle sue compagne di classe era Mary E. Ashe Lee, moglie del Rev. B. F. Lee, D.D., ex Presidente della Wilberforce.
È stata un membro di spicco della Chiesa episcopale metodista africana (AME) e anche membro delle "Figlie di Re", della "Lega dei Diritti Umani" e dell'"Associazione Isabella".
La Brown morì il 16 settembre 1949 a Wilberforce, Ohio. La sua biografia, Hallie Quinn Brown, Black Woman Elocutionist, è stata pubblicata da Annjennette Sophie McFarlin nel 1975.

## Carriera e servizio

### Insegnante
La sua prima scuola fu in una piantagione nella Carolina del Sud, dove affrontò la vita dura come meglio poteva e insegnò a un gran numero di bambini delle piantagioni vicine. Insegnò anche a una classe di anziani, che furono poi in grado di leggere la Bibbia. Successivamente si occupò di una scuola nella Piantagione Sonora, nel Mississippi, dove le persone erano molto indebolite dall'uso di tabacco e whisky. La sua scuola nella piantagione non aveva finestre, ma era ben ventilata e la pioggia entrava violentemente. Non riuscendo a convincere le autorità a riparare l'edificio, si assicurò il servizio volontario di due dei suoi studenti più grandi. Montò un mulo, e i due ragazzi un altro, e così andarono alla sgranatura. Presero i semi di cotone, tornarono, li mescolarono con la terra, che formò una malta plastica, e con le sue stesse mani sigillò i buchi.
La sua fama di istruttrice si diffuse e i suoi servizi furono assicurati come insegnante a Yazoo City. A causa della situazione instabile del 1874-5, fu costretta a tornare al Nord. Insegnò poi a Dayton, Ohio, per quattro anni. A causa della salute cagionevole, abbandonò l'insegnamento. Fu convinta a viaggiare per la sua alma mater, Wilberforce, e iniziò un tour di conferenze itineranti, che si concluse alla Hampton School, in Virginia. Dopo aver seguito un corso di elocuzione in questo luogo, viaggiò di nuovo, ottenendo un successo molto maggiore e conseguendo critiche favorevoli da parte della stampa.
Fu preside della Allen University a Columbia, Carolina del Sud, dal 1885 al 1887 e preside del Tuskegee Institute in Alabama nel 1892-93 sotto Booker T. Washington. Divenne professoressa a Wilberforce nel 1893 e fu spesso relatrice di questioni afroamericane e del movimento della temperanza, intervenendo alla conferenza internazionale della Woman's Christian Temperance Union a Londra nel 1895 e rappresentando gli Stati Uniti al Congresso Internazionale delle Donne a Londra nel 1899. Si esibì anche davanti alla Regina Vittoria nel 1897.
Nel 1896 tenne un incontro a Edimburgo e rilasciò un'intervista a un corrispondente dell'Edinburgh Evening News. Il corrispondente scrisse:
Il nostro rappresentante ha trovato la signorina Brown desiderosa di esporre al pubblico il caso dei neri americani, i cui problemi sono ben lungi dall'essere stati risolti dal semplice processo di emancipazione.... La signorina Brown ha raccontato alcuni aspetti impressionanti dell'inimicizia della popolazione bianca nei confronti dei loro fratelli neri. Il sentimento, ovviamente, è più aspro negli Stati del Sud, i vecchi centri schiavisti. Anche nel Nord, tuttavia, si manifesta. "Ho viaggiato e conversato con persone istruite della classe benestante, che nel momento in cui hanno scoperto che avevo una o due gocce di sangue nero in me, si sono allontanate, con l'aria di chi si sarebbe potuto prendere a calci per essere capitato anche involontariamente in una simile compagnia". In molti distretti, un negro che entrava in una chiesa di bianchi e vi prendeva posto, veniva prontamente invitato ad uscire e, se non lo faceva, veniva cacciato dalla polizia... Inoltre, sulle loro ferrovie, il negro deve viaggiare in un solo misero vagone, il "vagone Jim Crow", in cui tutte le persone di colore, raffinate o meno, sono tenute a viaggiare. Possono pagare la tariffa di prima classe: è lo stesso. E nei quartieri più rudi del Sud, un negro che si dimenticasse di viaggiare in un altro scompartimento verrebbe rapidamente trascinato fuori e sottoposto alla violenza della folla. Un negro non osa nemmeno guardare una donna bianca. D'altra parte, non c'è alcuna prescrizione contro i viaggiatori bianchi più cattivi che entrano nello scompartimento “Jim Crow” e molestano o insultano le ragazze e le donne negre che vi viaggiano senza protezione. La signorina Brown ha raccontato che in diverse occasioni, mentre viaggiava negli Stati del Sud, era stata esortata a cambiare il posto che occupava nel treno, o a lasciarlo del tutto....

Ha anche descritto il sistema di affitto dei detenuti: 
Un'altra pratica perversa è lo sfruttamento del lavoro carcerario dei negri. Ci sono giovani ragazzi e ragazze negri, condannati per reati insignificanti, che in Gran Bretagna sarebbero trattati in un riformatorio, che vengono inviati alla casa di lavoro. Si tratta di un'istituzione molto diversa dalla casa di lavoro di questo Paese. Si tratta di un vero e proprio carcere. Questi giovani delinquenti vengono portati fuori a lavorare di giorno nell'edilizia, o nella costruzione di strade, o così via, e rinchiusi di nuovo di notte. “Ho visto io stessa”, ha detto la signorina Brown, ‘ragazze di 12 anni incatenate a criminali incalliti, che andavano a spaccare pietre sulle strade’. Questo sistema, ha continuato a spiegare, ha due vantaggi. In primo luogo, offre un mezzo immediato per estromettere il negro. In secondo luogo, offre alla classe dirigente un'offerta di manodopera galeotta a basso costo... Poi c'è quello che viene chiamato il “sistema di affitto dei galeotti”: l'affitto di manodopera carceraria....

### Oratrice

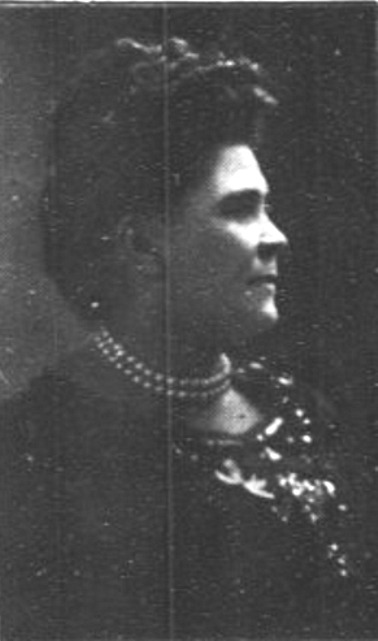
Hallie Brown, mentre tiene un discorso al Poro College nel 1920.

Per diversi anni ha viaggiato con “The Wilberforce Grand Concert Company”, un'organizzazione a beneficio del Wilberforce College. Ha letto davanti a centinaia di platee e decine di migliaia di persone. Possedeva una voce magnetica, sembrava avere un controllo perfetto dei muscoli della gola e poteva variare la sua voce con altrettanto successo. Come lettrice pubblica entusiasmava il suo pubblico. Nelle sue selezioni umoristiche, spesso provocava "un'ondata dopo l'altra" di risate; nei suoi pezzi patetici, spesso commuoveva il pubblico fino alle lacrime.

### Riformista e militante
Nel 1889 la Brown rilasciò delle dichiarazioni sulla sua convinzione delle capacità delle donne nere e sulla necessità che le insegnanti aiutassero a educare "questa grande nazione di donne" in occasione di una conferenza della Chiesa AME. In queste osservazioni propose ai mariti di sostenere l'istruzione delle loro mogli e la necessità di un accesso paritario all'istruzione per le donne. Questo è considerato il suo debutto come sostenitrice dei diritti delle donne, che includevano il diritto di voto.
Nel 1893 presentò una relazione al World's Congress of Representative Women a Chicago. Oltre a lei altre quattro donne afroamericane parteciparono al congresso: Anna Julia Cooper, Fannie Barrier Williams, Fanny Jackson Coppin e Sarah Jane Woodson Early.
La Brown fu una delle fondatrici della Colored Woman's League di Washington, D.C., che nel 1896 si fuse nell'National Association of Colored Women. Fu presidente della Federazione di Stato dell'Ohio dei Club femminili di colore dal 1905 al 1912, e dell'Associazione Nazionale delle Donne di Colore dal 1920 al 1924. Ha parlato alla Convenzione Nazionale Repubblicana nel 1924 e in seguito ha diretto la campagna elettorale delle donne afroamericane per il Presidente Calvin Coolidge. La Brown è stata inserita come membro onorario della Delta Sigma Theta.

## Morte
Hallie Quinn Brown morì il 16 settembre 1949 a Wilberforce, Ohio, per una trombosi coronarica. Due edifici sono intitolati in suo onore: la Hallie Q. Brown Memorial Library a Wilberforce, Ohio, e il nostro Community Center.

## Pubblicazioni autorevoli
- Bits and Odds: A Choice Selection of Recitations (1880)
- First Lessons in Public Speaking (1920)
- Tales My Father Told Me, and Other Stories (1925)[17]
- Homespun Heroines and Other Women of Distinction, con introduzione di Josephine Turpin Washington (1926)
  - Include brevi biografie di donne afroamericane[18]

### Attribuzione
- (EN) James T Haley e Booker T Washington, Miss Hallie Q. Brown by F. S. Delany, in Afro-American Encyclopaedia: Or, the Thoughts, Doings, and Sayings of the Race, Embracing Addresses, Lectures, Biographical Sketches, Sermons, Poems, Names of Universities, Colleges, Seminaries, Newspapers, Books, and a History of the Denominations, Giving the Numerical Strength of Each. In Fact, it Teaches Every Subject of Interest to the Colored People, as Discussed by More Than One Hundred of Their Wisest and Best Men and Women, Public domain, Haley & Florida, 1895.
- (EN) Lawson Andrew Scruggs, Women of Distinction: Remarkable in Works and Invincible in Character, L. A. Scruggs, 1893.
- (EN) William J. Simmons e Henry McNeal Turner, Men of Mark: Eminent, Progressive and Rising, Public domain, G. M. Rewell & Company, 1887, ISBN 9781468096811.